# Просте число Волстенголма
У теорії чисел простим числом Волстенголма називають будь-яке просте число, що задовольняє посиленому порівнянню з теореми Волстенголма. При цьому початковому порівнянню з теореми Волстенголма задовольняють усі прості числа, крім 2 та 3. Прості числа Волстенголма названо на честь математика Джозефа Волстенголма, який першим довів теорему в XIX столітті.
Інтерес до цих чисел виник через їхній зв'язок із великою теоремою Ферма.
Відомо лише два простих числа Волстенголма — 16843 і 2124679 (послідовність A088164 з Онлайн енциклопедії послідовностей цілих чисел, OEIS). Інших простих чисел Волстенголма, менших від 109, немає .

## Визначення
Просте число Волстенголма можна визначити кількома еквівалентними способами.

### Через біноміальні коефіцієнти
Просте число Волстенголма — це просте число, що задовольняє порівняння
{\displaystyle {2p \choose p}\equiv 2{\pmod {p^{4}}},}
де вираз у лівій частині означає біноміальний коефіцієнт. Порівняйте з теоремою Волстенголма, яка стверджує, що для будь-якого простого {\displaystyle p>3} виконується таке порівняння:
{\displaystyle {2p \choose p}\equiv 2{\pmod {p^{3}}}.}

### Через числа Бернуллі
Просте число Волстенголма це просте число p, що ділить (без остачі) чисельник числа Бернуллі {\displaystyle B_{p-3}}. Таким чином, прості числа Волстенголма є підмножиною іррегулярних простих чисел .

### Через іррегулярні пари
Просте число Волстенголма {\displaystyle p} — це просте число, таке, що {\displaystyle (p,p-3)} є іррегулярною парою.

### Через гармонічні числа
Просте число Волстенголма {\displaystyle p} — це просте число, таке, що
{\displaystyle H_{p-1}\equiv 0{\pmod {p^{3}}}\,,}
тобто, чисельник гармонічного числа {\displaystyle H_{p-1}} ділиться на {\displaystyle p^{3}}.

## Пошук та поточний стан
Пошук простих чисел Волстенголма розпочався в 1960-х роках і триває досі. Останній результат опубліковано 2007 року. Перше просте число Волстенголма 16843 знайдено 1964 року, хоча результат і не було опубліковано в явному вигляді. Знахідку 1964 року потім незалежно підтверджено в 1970-х роках. Це число залишалося єдиним відомим прикладом таких чисел майже 20 років, поки 1993 року не було оголошено про виявлення другого простого числа Волстенголма 2124679. На той час аж до 1,2 × 107 не було знайдено жодного числа Волстенголма, крім згаданих двох. 1995 року Макінтош (McIntosh) підняв межу до 2 × 108, а Тревісан (Trevisan) та Вебер (Weber) змогли досягти 2,5 × 108. Останній результат зафіксовано 2007 року — до 1 × 109 так і не знайдено простих чисел Волстенголма.

## Очікувана кількість
Існує гіпотеза, що простих чисел Волстенголма нескінченно багато. Припускають також, що кількість простих чисел Волстенголма, які не перевищують {\displaystyle x}, має бути порядку {\displaystyle \ln \ln x}, де {\displaystyle \ln } позначає натуральний логарифм. Для будь-якого простого числа {\displaystyle p\geq 5} часткою Волстенголма називають
{\displaystyle W_{p}{=}{\frac {{2p \choose p}-2}{p^{3}}}.}
Ясно, що {\displaystyle p} є простим числом Волстенголма тоді й лише тоді, коли {\displaystyle W_{p}\equiv 0{\pmod {p}}}. З емпіричних спостережень можна припустити, що остача {\displaystyle W_{p}} за модулем {\displaystyle p} рівномірно розподілена на множині {\displaystyle {0,1,\dots ,p-1}}. З цих причин ймовірність отримання певної остачі (наприклад, 0) має бути близько {\displaystyle 1/p}.